# Associatie van sleedoorn en rode grondbraam
De associatie van sleedoorn en rode grondbraam (Pruno spinosae-Rubetum sprengelii) is een associatie uit het verbond van sleedoorn en bramen (Pruno-Rubion sprengelii).

## Naamgeving en codering
| Sambuco-Prunetum spinosae Doing 1962 p.p. |

- Syntaxoncode voor Nederland (rVvN): r40Aa02

De wetenschappelijke naam Pruno spinosae-Rubetum sprengelii is afgeleid van de botanische namen van twee diagnostische soorten binnen de associatie. Dit zijn sleedoorn (Prunus spinosa) en rode grondbraam (Rubus sprengelii).

## Subassociaties in Nederland en Vlaanderen
Binnen de associatie van sleedoorn en rode grondbraam worden in Nederland en Vlaanderen twee subassociaties onderscheiden.
- typische subassociatie (Pruno spinosae-Rubetum typicum)
- subassociatie met zwarte els (Pruno spinosae-Rubetum alnetosum)

Orde: Sleedoorn-orde (Prunetalia spinosae)

Verbond: Verbond van sleedoorn en bramen (Pruno-Rubion sprengelii)

Associaties:
Associatie van rode kornoelje en fraaie kambraam (Corno sanguineae-Rubetum vestiti)
 Associatie van sleedoorn en rode grondbraam (Pruno spinosae-Rubetum sprengelii) 
Associatie van egelantier en gedraaide koepelbraam (Roso rubiginosae-Rubetum affinis)

Verbond: Verbond van sleedoorn en meidoorn (Carpino-Prunion)

Associaties:
Associatie van sleedoorn en eenstijlige meidoorn (Pruno-Crataegetum)
 Associatie van hondsroos en jeneverbes (Roso-Juniperetum)

Verbond: Liguster-verbond (Berberidion vulgaris)

Associaties:
Associatie van wegedoorn en eenstijlige meidoorn (Rhamno-Crataegetum)
Associatie van rozen en liguster (Pruno spinosae-Ligustretum)
Associatie van hazelaar en purperorchis (Orchido-Cornetum)

Orde: Trosvlier-orde (Sambucetalia racemosae)

Verbond: Verbond van trosvlier en boswilg (Sambuco racemosae-Salicion capreae)

Associaties:
 Boswilg-associatie (Salicetum capreae)
Verbond: Verbond van wijfjesvaren en framboos (Athyrio filicis-feminae-Rubion idaei)

Associaties:
Associatie van schaduwkruiskruid en tere woudbraam (Senecioni ovati-Rubetum iuvenis)

Associatie van trosvlier en ruwe raspbraam (Sambuco racemosae-Rubetum rudis)
Associatie van sierlijke woudbraam (Rubetum pedemontani)